# أوزوالدو بالنثيا
أوزوالدو بالنثيا (بالإسبانية: Oswaldo Palencia)‏ هو لاعب كرة قدم فنزويلي في مركز الهجوم، ولد في 1 فبراير 1970 في فنزويلا. شارك مع منتخب فنزويلا لكرة القدم. أما مع النوادي، فقد لعب مع ديبورتيفو كالي.

## وصلات خارجية
- أوزوالدو بالنثيا على موقع الاتحاد الدولي (مؤرشف)  (الإنجليزية)
- أوزوالدو بالنثيا على موقع قاعدة بيانات كرة القدم.إي يو (الإنجليزية)
- أوزوالدو بالنثيا على موقع ناشيونال فوتبول تيمز (الإنجليزية)